# Virginie Arnold
Virginie Arnold (n. 24 decembrie 1979, Biscarrosse, Aquitaine, Franța) este o arcașă ce a reprezentat Franța, medaliată olimpică. A participat la o ediție a Jocurilor Olimpice (2008) în care a câștigat o medalie de bronz.

## Participări
Lista de mai jos prezintă principalele competiții la care a participat Virginie Arnold de-a lungul carierei.
- archery at the 2008 Summer Olympics – women's team[*]